# Campephagidae
Campephagidae é uma família de aves da ordem Passeriformes.

## Gêneros
- Campephaga Vieillot, 1816
- Campochaera Salvadori, 1878
- Coracina Vieillot, 1816
- Lalage Boie, 1826
- Lobotos
- Pericrocotus Boie, 1826